# Trempó
El trempó és una plat típic d'estiu de Mallorca. És una variant de l'ensalada que té com a característiques essencials una base de tomàtiga tallada a trossets i l'absència d'enciam. La resta d'ingredients són, a part de tomàtiga: pebre tendre, ceba, i a vegades altres hortalisses, oli d'oliva i sal i de cops vinagre.
El nom ve de trempar sinònim d'amanir, adobar.

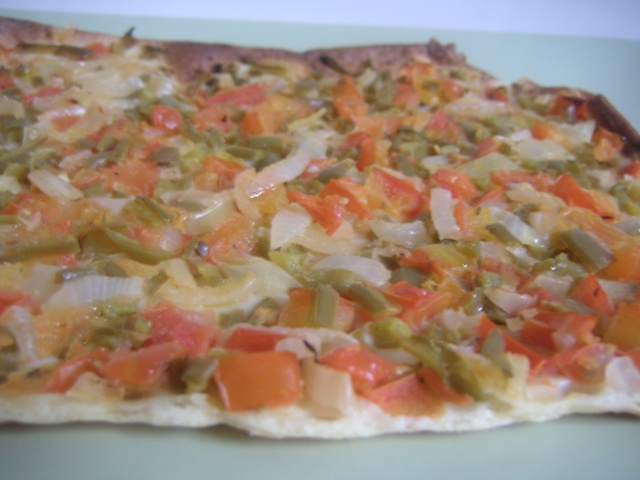
Coca de trempó.

La Coca de trempó és una coca tradicional de Mallorca que incorpora els ingredients d'aquest plat sobre la pasta.